# Nicola Pisano
Nicola Pisano (també anomenat Niccolò Pisano, Nicola de Apulia o Nicola Pisanus; c. 1220/1225 – c. 1284) va ser un escultor italià que va emprar un estil basat en l'escultura clàssica romana. Sovint se l'ha considerat el fundador de l'escultura moderna.

## Primers anys
La seua data de naixement i els seus orígens són incerts. Va nàixer a Apúlia, fill de "Petrus de Apulia", com consta als arxius de la Catedral de Siena. Probablement va ensinistrar-se als tallers locals de l'Emperador Frederic II, a la coronació del qual va assistir. Ací va aprendre a dotar a les representacions tradicionals d'un major moviment i emoció, barrejant les tradicions cristiana i clàssica. Les úniques obres el seu primer període que han sobreviscut són dos caps de gos amb un tènue efecte de clarobscur.
Al voltant de 1245 va traslladar-se a la Toscana per a treballar al Castell de Prato. Els lleons de la porta d'aquest castell probablement són obra seua. "El cap d'una dona jove" (actualment conservat al Museu del Palazzo Venezia, a Roma), tallat en pedra d'Elba, també s'ha atribuït a Nicola Pisano en el mateix període.
Va traslladar-se a Lucca, on va treballar a la façana de la Catedral de Sant Martí, concretament en el relleu Davallament de la Creu (al timpà nord) i als relleus de la llinda sobre la Nativitat i l'Adoració dels Reis Mags.

## Púlpit del Baptisteri de Pisa

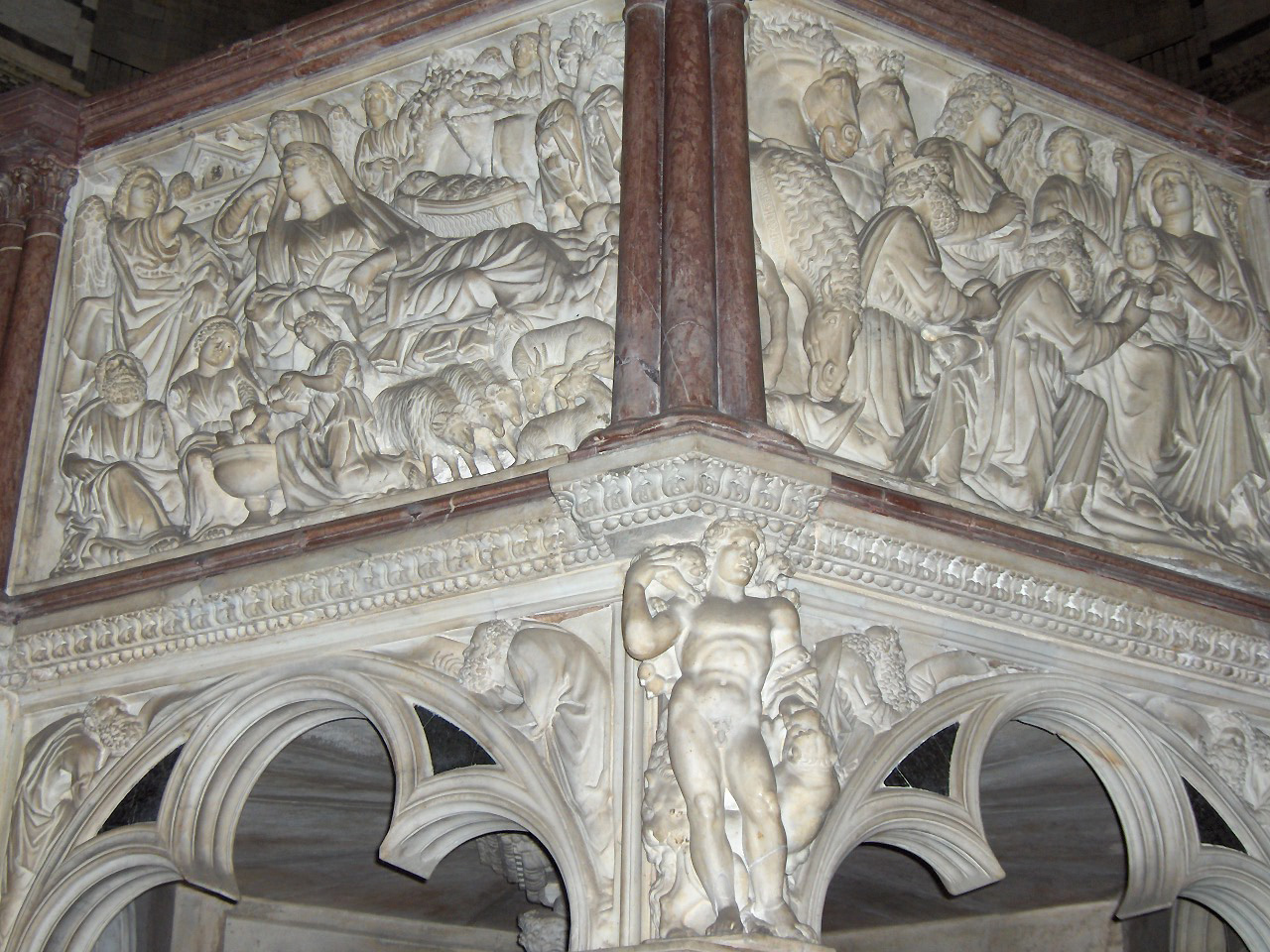
Púlpit (detall): l'Anunciació als pastors i l'Adoració dels Reis Mags.

Va traslladar-se a Pisa entre 1245 i 1250, ciutat on va nàixer el seu fill Giovanni. Al voltant de 1255 li va ser encomanat el púlpit del baptisteri de Pisa. Va acabar aquesta obra l'any 1260 i la va signar amb el nom de "Nicola Pisanus". Va rebre l'ajuda de nombrosos assistents, entre els quals hi hagué Arnolfo di Cambio i Lapo di Ricevuto.
En aquest púlpit, considerat una de les seues obres mestres, va reeixir a fer una síntesi de l'estil gòtic francès i l'estil clàssic de l'Antiga Roma, tal com havia vist als sarcòfags del Campo dei Miracoli de Pisa, així com en l'escena Melèagre caçant el senglar de Calidó en un sarcòfag portat a Pisa com a botí de guerra per la seua armada. Giorgio VasariVasari conta que Nicola Pisano estudià contínuament aquestes restes romanes i les escultures romanes dels temps d'August, que semblen haver-li deixat una punyent empremta. Al panell de la Presentació, la Mare de Déu ens recorda el reial capteniment de les deesses en l'escultura romana, mentre que l'expressiu rostre de Santa Anna palesa el deteriorament de l'edat.

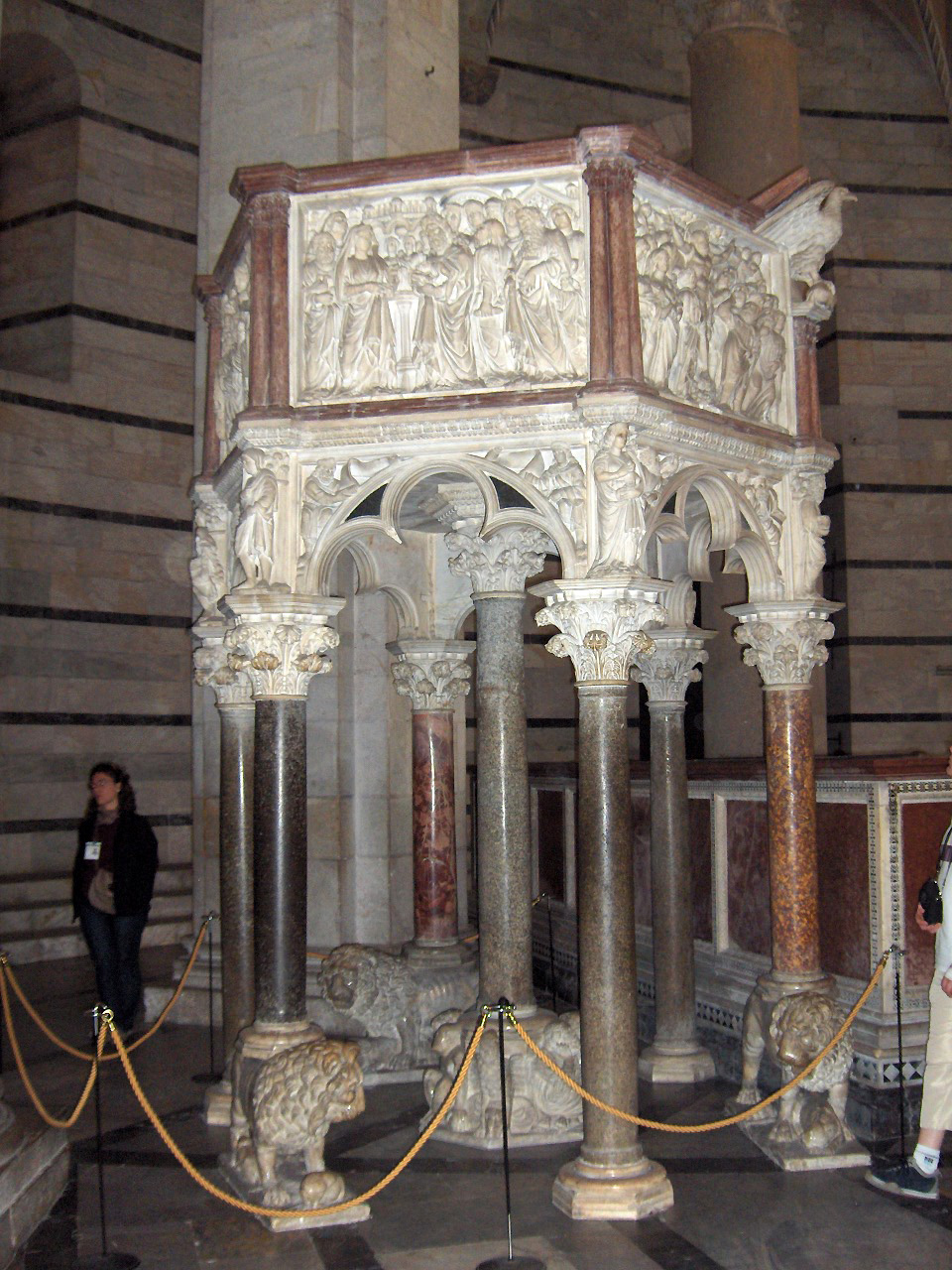
Púlpit del Baptisteri de Pisa

El púlpit se sosté en una columna central, que jeu sobre un pedestal octogonal amb escultures d'animals i telamons, i envoltada de sis columnes de diferent alçada, tres de les quals estan sobre un lleó, mentre que les altres jeuen sobre un pedestal octogonal. Les columnes es van treure de ruïnes d'Òstia. Els capitells corintis sostenen arcs gòtics trifolis, ricament decorats amb Profetes i Evangelistes. Els arcs estan separats per escultures de Sant Joan Baptista, Sant Miquel i les Virtuts i, sorprenentment, un Hèrcules nu.
El púlpit hexagonal en si mateix consisteix en cinc escenes en marbre blanc de Carrara sobre la Vida de Crist : la Nativitat, l'Anunciació i l'Anunciació als pastors — totes tres al primer relleu—, l'Adoració dels Reis Mags, la Presentació, la Crucifixió i el Judici Final. El fons de les escenes era originalment pintat i esmaltat, i els ulls de les figures estaven acolorits. Això contribuïa a un major realisme d'aquestes escenes religioses. Totes les escenes, excepte les dues darreres, reflecteixen el seu coneixement de l'estil dels sarcòfags romans. Les figures estan abillades amb túniques, a l'estil romà. La Mare de Déu porta un pallium al cap, com si fos una matrona romana.
L'escena del Judici Final es va basar probablement en un vori romà d'Orient i La Crucifixió va ser esculpida amb l'elegància de l'art gòtic francès contemporani.
Potser va trobar la inspiració per a aquest púlpit en els arcs de triomf que havia vist a Roma quan va viatjar a Òstia. La forma del púlpit difereix absolutament amb allò que era habitual a l'època. Les escultures estan representades d'igual manera que les de l'Arc de Constantí a Roma, amb les figures sobre columnes. Més encara, aquell arc té un pis superior amb escenes esculpides, com en el cas del púlpit.

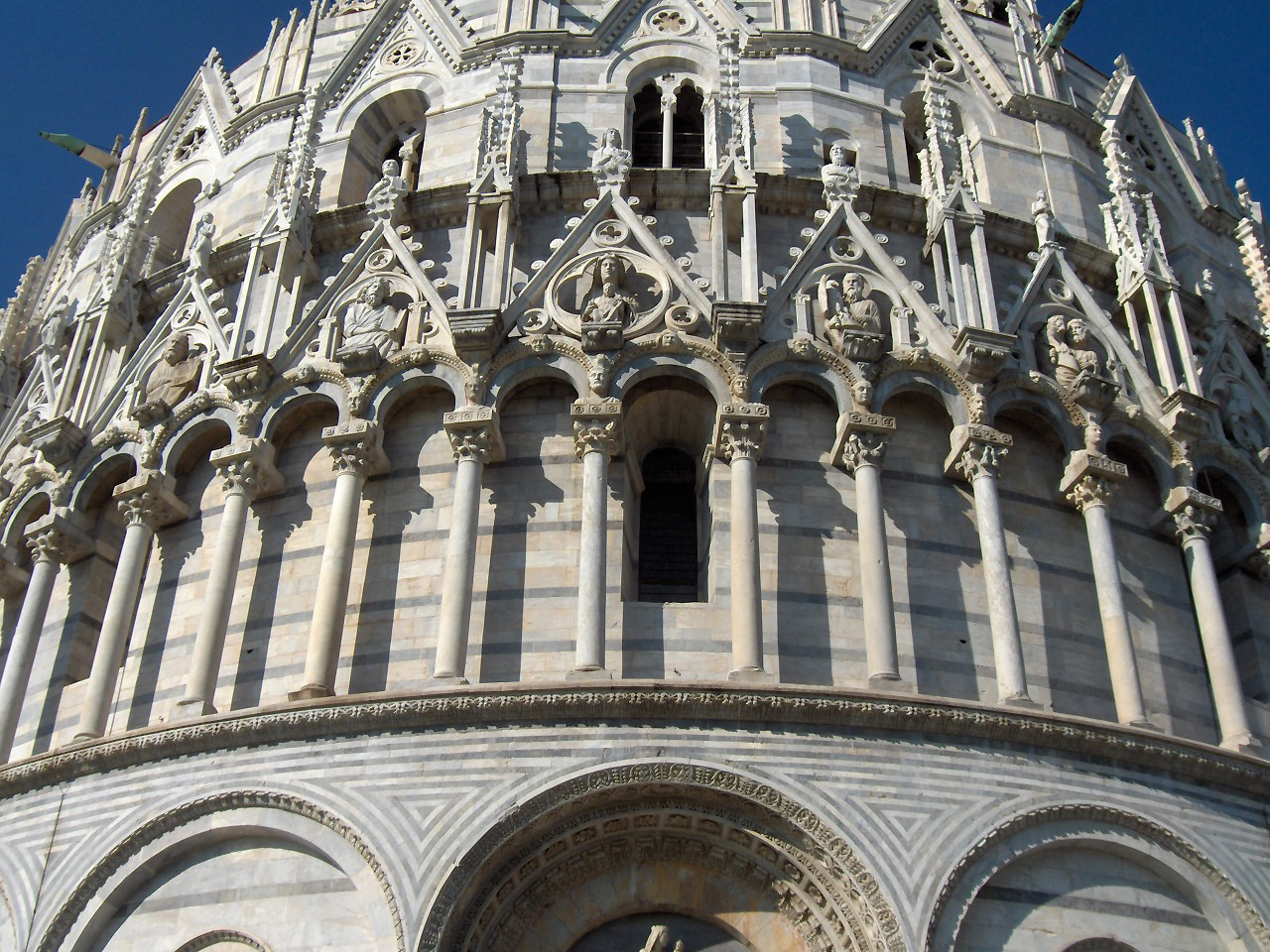
Cúpula del Baptisteri de Pisa.

Entre 1260 i 1264 va finalitzar l'obra de l'arquitecte Diotisalvi per a la cúpula del Baptisteri, augmentant-ne l'alçada amb un sistema de dues voltes : un con truncat petit al cim de la cúpula hemisfèrica. Les dues files de gablets de traceria van ser posteriorment decorades pel seu fill Giovanni Pisano entre 1277 i 1284.

## Sepulcre de sant Domènec (Bolonya)
Durant 1264 li va ser encomanat l'arca de sant Domènec a la Basílica de San Domenico de Bolonya. Certament va ser-ne responsable del disseny, tot i que el seu treball efectiu en l'obra probablement va ser minso (l'any 1265 ja es trobava treballant al púlpit de la Catedral de Siena). La cara frontal va ser realitzada al seu taller, parcialment per ell mateix però en la seua major part pel seu ajudant Lapo di Ricevuto. Van caldre gairebé 500 anys per a donar per acabat aquest monumental sepulcre, amb l'obra d'un bon grapat d'escultors: Arnolfo di Cambio, fra Guglielmo Agnelli, Niccolò dell'Arca, el jove Miquel Àngel, Girolamo Coltellini i Giovanni Batista Boudard. L'expressiu rostre de sant Domènec, tan diferent dels altres rostres, més indolents, del panell frontal «Sant Domènec ressuscitant Napoleone Orsini», s'atribueix a Arnolfo di Cambio.

## Púlpit de la Catedral de Siena

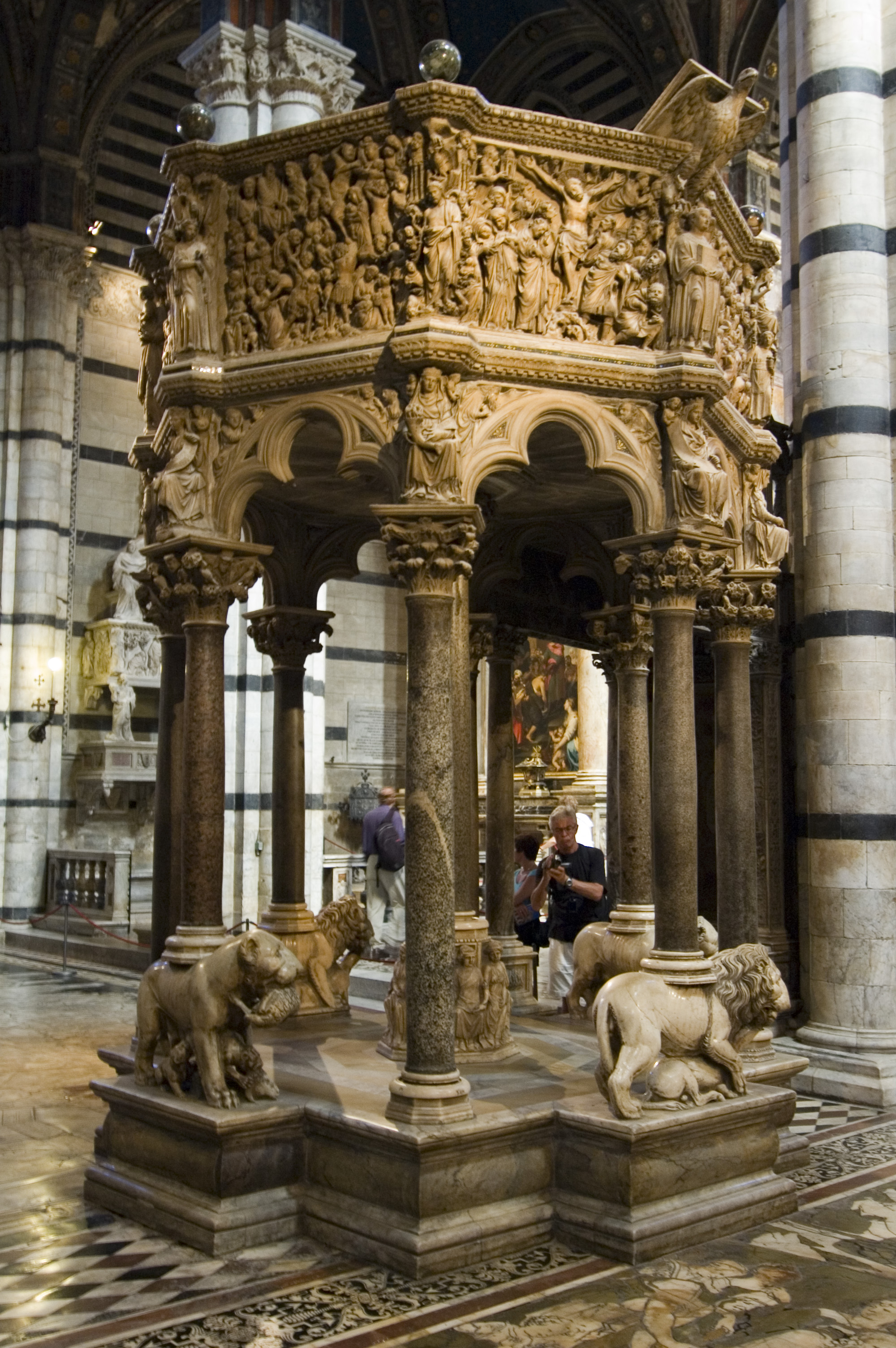
Púlpit de la catedral de Siena.

El setembre del 1265 se li va encomanar altra de les seues obres més importants: un púlpit de marbre per a la Catedral de Siena. Aquest púlpit, fet de marbre de Carrara, va ser esculpit entre el final de l'any 1265 i novembre de 1268 amb la important col·laboració del seu fill Giovanni Pisano i dels seus ajudants Arnolfo di Cambio, Lapo di Ricevuto i diversos artistes addicionals.
Aquesta és l'obra d'art més antiga de les conservades a la catedral. Nicola Pisano va rebre aquest encàrrec arran de la fama adquirida amb el púlpit de Pisa. Aquest, semblant al de Pisa però més gran, és fins i tot més ambiciós i és considerat l'obra mestra de l'artista. Tots els elements del púlpit estan relacionats amb la doctrina de la Salvació i el Judici Final.
El púlpit és octogonal. Hi ha nou columnes, fetes de granit, pòrfir i marbre verd. Quatre columnes jeuen sobre una base, dues estan suportades per lleons i dues per lleones, mentre que la central jeu sobre petites estàtues de les Set Arts Lliberals i la Filosofia.
Al nivell intermedi, els arcs trifolis entre les vuit columnes estan separats per petites estàtues, que representen la Virtut Cristiana. Als costats dels arcs, a l'espai entre els arcs i les estàtues, Pisano va fer unes estatuetes de sibil·les, els quatre Evangelistes i profetes, anunciant la salvació de la Humanitat.
Les set escenes de la part superior del púlpit continuen a desenvolupar el tema de la salvació. Són difícils de contemplar a causa de la foscor que regna a l'interior del temple. Els columnetes entre els panells van ser tallades en petites figures de profetes i àngels. Les cornises superior i inferior van ser igualment ricament tallades, fent de les successives escenes un continu.
Les set escenes del parapet narren la Vida de Crist. Estan farcides de gom a gom amb personatges, sense deixar-hi cap lloc buit. Les figures principals de cada escena amb el seu efecte de clarobscur, mostren una gran riquesa de detalls, moviment i narrativa. Els personatges expressen llurs emocions i són ben conscients del drama que s'hi narra. Els rostres dels Beneïts i Condemnats en el Judici Final mostren expressions realistes. Les diferents escenes en diversos panells se superposen una sobre l'altra, donant certa impressió de profunditat. Cada panell està farcit fins a dalt amb figures per evitar els espais buits:
- Visitació i Nativitat
- Viatge i Anunciació dels Reis Mags
- Presentació al Temple i Fugida a Egipte
- Massacre dels Innocents
- Crucifixió
- Judici Final amb els beneïts
- Judici Final amb els condemnats

Aquest púlpit palesa en un grau més pregon la influència de l'estil gòtic francès adoptat per Nicola Pisano, tot i que encara mostra la influència de l'estil clàssic romà, però més moderat.
Les escales i el replà superior, amb balustres i panells tallats amb un fullatge semi-clàssic, és un afegit de cap a 1500.

## Pistoia i Perugia
El juliol del 1273, Nicola Pisano va rebre la comanda dels Operai di San Jacopo de Pistoia per a fer l'altar de San Jacopo a la vatedral de San Zeno. Hi va treballar amb el seu fill Giovanni. La capella de San Jacopo va ser esfondrada l'any 1786. La pica d'aigua consagrada amb les tres figures femenines va ser esculpida probablement en aquest període. Giovanni Pisano faria posteriorment el seu primer púlpit en aquesta catedral.

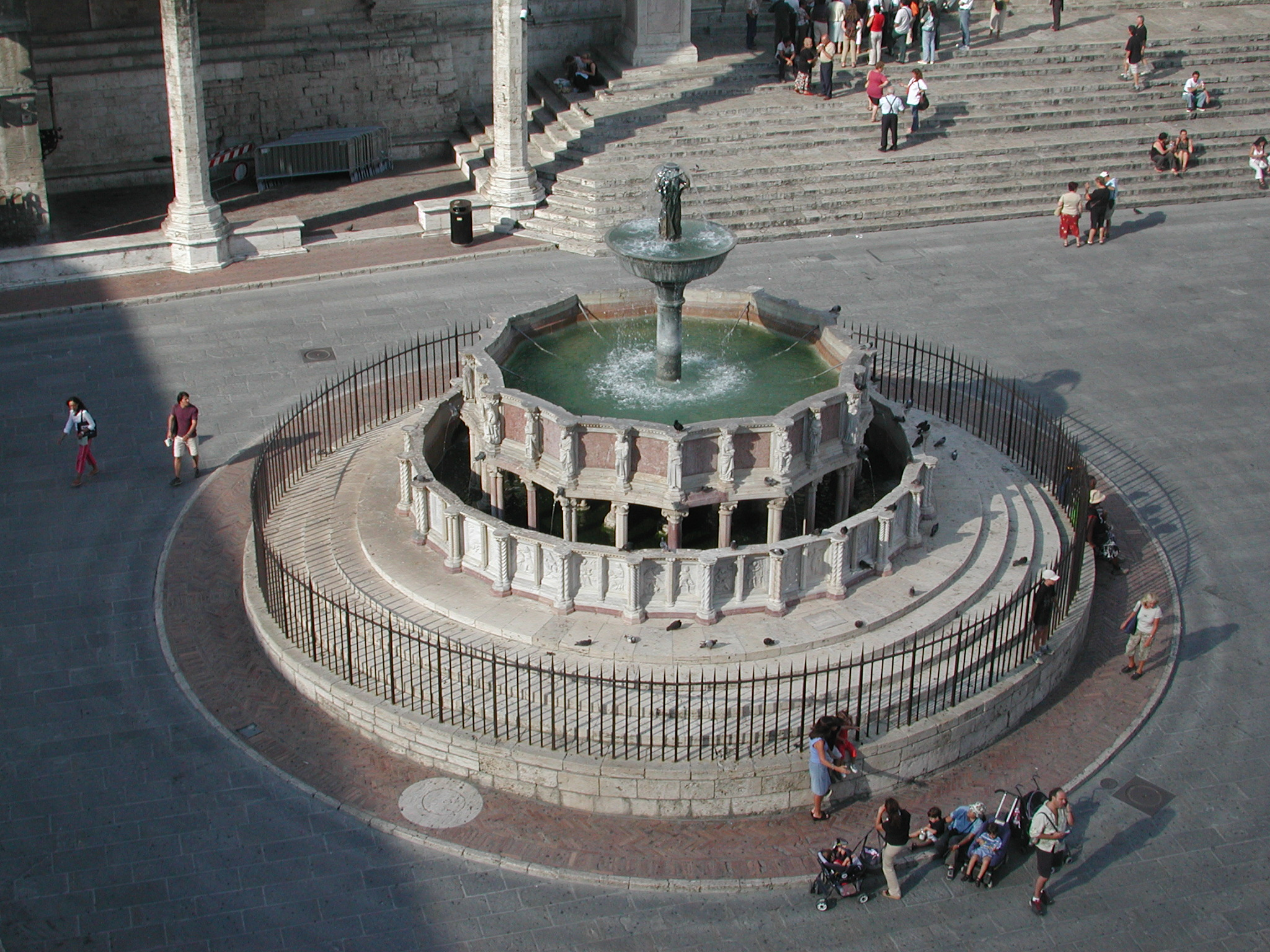
Fontana Maggiore, Perugia.

La seua darrera gran comanda va ser la Gran Font de Perusa (1277-1278). La font, amb tres recipients superposats va ser dissenyada per Fra Bevignate i Boninsegna. La font mostra la delicada mà de Nicolò Pisano, però la major part de les escultures van ser realitzades pel seu fill Giovanni Pisano i els seus ajudants. Per la seua riquesa de detalls i per la seua iconografia, aquesta darrera obra palesa un acostament a l'art gòtic francès.

## Llegat
No va ser un simple imitador de l'antiguitat clàssica. Les seues figures són creacions originals que van ser possibles a partir de l'estudi i comprensió dels antics prototips. És el més important precursor del Renaixement italià, en reinstaurar les antigues representacions. Certament, els estudis habituals del Renaixement italià solen començar en l'any 1260, l'any en què Nicola Pisano datà el púlpit del Baptisteri de Pisa.
No obstant això, tal com mostra el púlpit de la Catedral de Siena, Nicola Pisano encara estava influït pel contemporani art gòtic. Però potser aquesta apreciació siga errònia, atès que l'esmentat púlpit va ser finalitzat pel seu fill Giovanni Pisano, qui mai no va mostrar un gust extremat per l'art clàssic.
Ambdós estils van coexistir durant un grapat de generacions i fins i tot el gòtic internacional i les seues derivacions van arribar a ser més populars que el classicisme del primerenc Renaixement al segle xv.
Nicola Pisano va empènyer l'escultura toscana del segle xiii vers l'art gòtic que ja integrava les nobles característiques de l'art romà antic, restant alhora lligat a l'art gòtic del nord d'Europa.
El vertader hereu del seu estil fou Arnolfo di Cambio (c. 1250-1302), qui, en morir jove, va deixar el camp lliure a Giovanni Pisano, qui aleshores ja havia iniciat la seua barreja entre el gòtic francès i l'art clàssic.
Giorgio Vasari va incloure la biografia de Nicola a les seues Vides.